# Déchy Mór

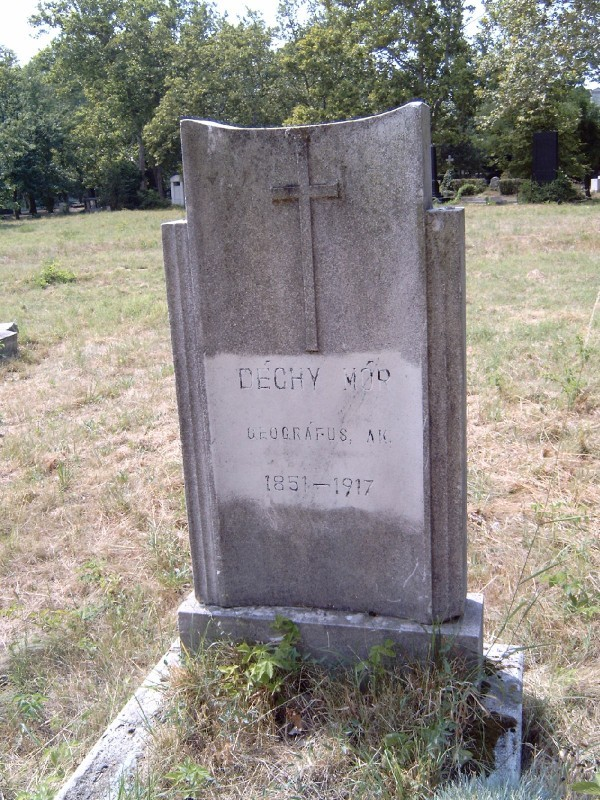
Déchy Mór sírja Budapesten. Kerepesi temető: 20-4-38.

Marosdécsei Déchy Mór (Pest, 1851. november 4. – Budapest, 1917. február 8.) utazó, geográfus, földrajzi felfedező, a Kaukázus egyik első kutatója.

## Élete
Édesapja vasúttervező mérnök, nagy gondot fordított fia neveltetésére. Elsősorban az idegen nyelvek tanulására ösztönözte. Temesvárott és Budapesten piarista gimnáziumba járt, majd jogot geológiát és földrajzot tanult a bécsi egyetemen.
1872-ben részt vett a Magyar Földrajzi Társaság alapításában. E társaságnak később alelnöke, majd tiszteletbeli elnöke volt. Kitűnő alpinista volt és igen sokat utazott. Bejárta az Alpokat, a Kárpátokat, Boszniát, Algériát, Marokkót, a Pireneusokat, a Kaukázust és a Himalája hegyvidékét, valamint a Spitzbergákat.
Leginkább azonban a Kaukázust tette tanulmány tárgyává. Ide szaktudósok társaságában hét nagy utazást vezetett, s ezek eredményeit fő művében adta ki: Kaukázus. Kutatásaim és élményeim a kaukázusi havasokban (1907) címen, mely németül bővítve megjelent: Der Kaukasus. Reisen u. Forschungen im Kaukasischen Hochgebirde (3 kötet, 1905–1907) címen.
Déchy munkatársa volt a hazai és külföldi földrajzi folyóiratnak. Érdemeiért a kolozsvári egyetem díszdoktorává avatta, a Magyar Tudományos Akadémia pedig tagjává választotta, úgyszintén számos külföldi földrajzi társaság is. Fénykép- és kőzetgyűjteményét a Magyar Királyi Földtani Intézetnek és a Magyar Nemzeti Múzeumnak adományozta. Értékes szakkönyvtárát a vallás- és közoktatási minisztérium a debreceni egyetem részére vásárolta meg.

## Hegymászó teljesítménye

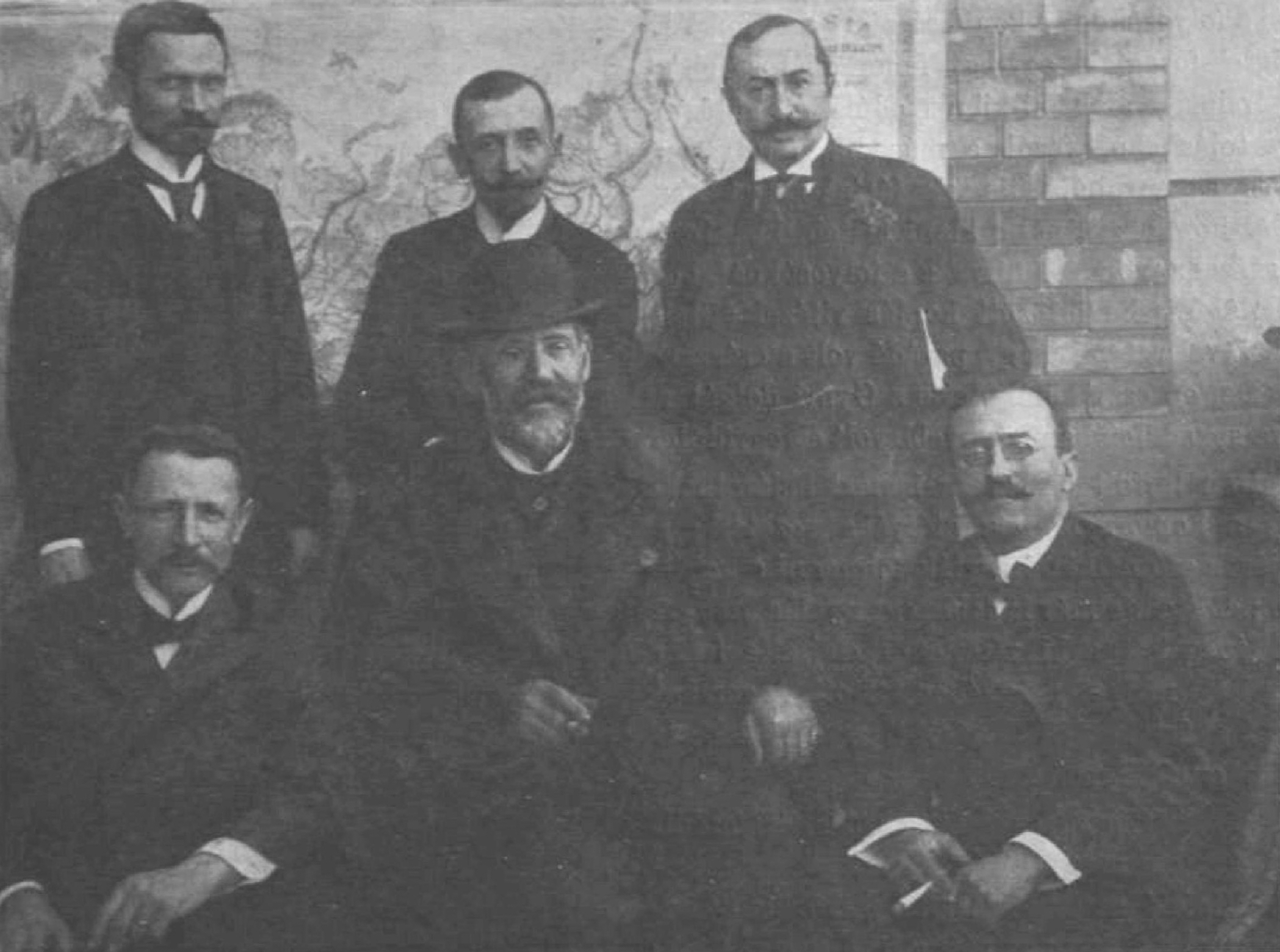
Déchy Mór kollégái körében (Cholnoky Jenő, Almásy Sándor, id. Lóczy Lajos, Vámbéry Ármin, Sven Hedin)

- 1874. Elsőként mászta meg a Tátra-csúcsot, melynek egyik ormát később róla nevezték el.
- 1884. Elsőként mászta meg a Kaukázus Adai Choch nevű csúcsát (4647 m).
- 1884. Ő volt az első magyar, aki 5000 méter feletti csúcson járt (augusztus 23., Elbrusz nyugati csúcs, 5642 m). Így emlékezik erre a pillanatra: "Ezeken a magaslatokon, ezeken a jeges régiókban csak egyetlen egyszer jártak emberek. Azóta évek múltak el s mikor a Kaukázus felé vettem utamat, ennek a csúcsnak a meghódítása volt legforróbb vágyam. Most íme, elértem a célomat. Péter kibontotta a magunkkal hozott kis háromszínű lobogót s rúdra erősítve, amelyet hosszú ágból metszett és fáradhatatlanul cipelt fel magával, kitűztem az Elbrusz-csúcs havába. Hazám színeit ott lobogtatta a szél a Kaukázus legmagasabb ormán."
- Ő volt az első magyar hegymászó, aki a Matterhorn és a Mont Blanc tetején állhatott.

## Emlékezete
- Sírja a Nemzeti Panteonban, a Kerepesi temetőben található: 20-4-38
- Neve a tátrai Déchy-csúcs, Déchy-csorba helynevekben is megmaradt.
- Mellszobra Érden, a Magyar Földrajzi Múzeum szoborparkjában található, a 10 legnevesebb magyar földrajztudóst ábrázoló szobrok között (Domonkos Béla szobrászművész alkotása).
- 2004-ben, Déchy Mór sikeres Elbrusz-mászásának 120. évfordulóján magyar hegymászók Déchy Mór emlékexpedíció-t vezettek a Kaukázusba.
- Temesvári iskolájában, a Temesvári Piarista Gimnáziumban 2009-ben háromnyelvű (magyar, német, román) emléktáblát állítottak tiszteletére.

## Művei
- A Monte Rosa legmagasabb csúcsának megmászása délről, Földrajzi Közlemények, Budapest, 1873.
- A berni Alpok között, A Természet, Budapest, 1877.
- A Mont Blanc, Földrajzi Közlemények, Budapest, 1878.
- Jelentés a Magas-Ázsiában tett utazásomról, Földrajzi Közlemények, Budapest, 1880.
- Utazásom a Kaukázusban, Földrajzi Közlemények, Budapest, 1885.
- Szabad Szvanécia, az Ingur felső hosszvölgye, Földrajzi Közlemények, Budapest, 1887.
- A Kaukázus középláncolata, Vasárnapi Ujság, Budapest, 1895 (42. évf.), 31. sz.
- The ascent of Maglich, The Alpine Journal, 1889.
- Kaukázus - Kutatásaim és élményeim a Kaukázusi havasokban, Athenaeum Irodalmi és Nyomdai Részvénytársulat, Budapest, 1907.
- Kaukasus. Reisen und Forschungen im kaukasischen Hochgebirge, I-III., Berlin, 1905-1907. Első kötet Második kötet Harmadik kötet
- A Kaukázus szerkezete és arculata, Természettudományi Közlöny, Budapest, 1908.
- Kaukazusi utazásaim tudományos eredményei, Mathematikai és Természettudományi Értesítő – A M. Tud. Akadémia III. osztályának folyóirata, XXVIII. kötet 5. füzet, MTA, Budapest, 1910
- Hegyóriások. Századok legendái, Budapest, 1913.
- A természetvédelem és a nemzeti parkok, Földrajzi Közlemények, Budapest, 1912.